# Constant Lievens

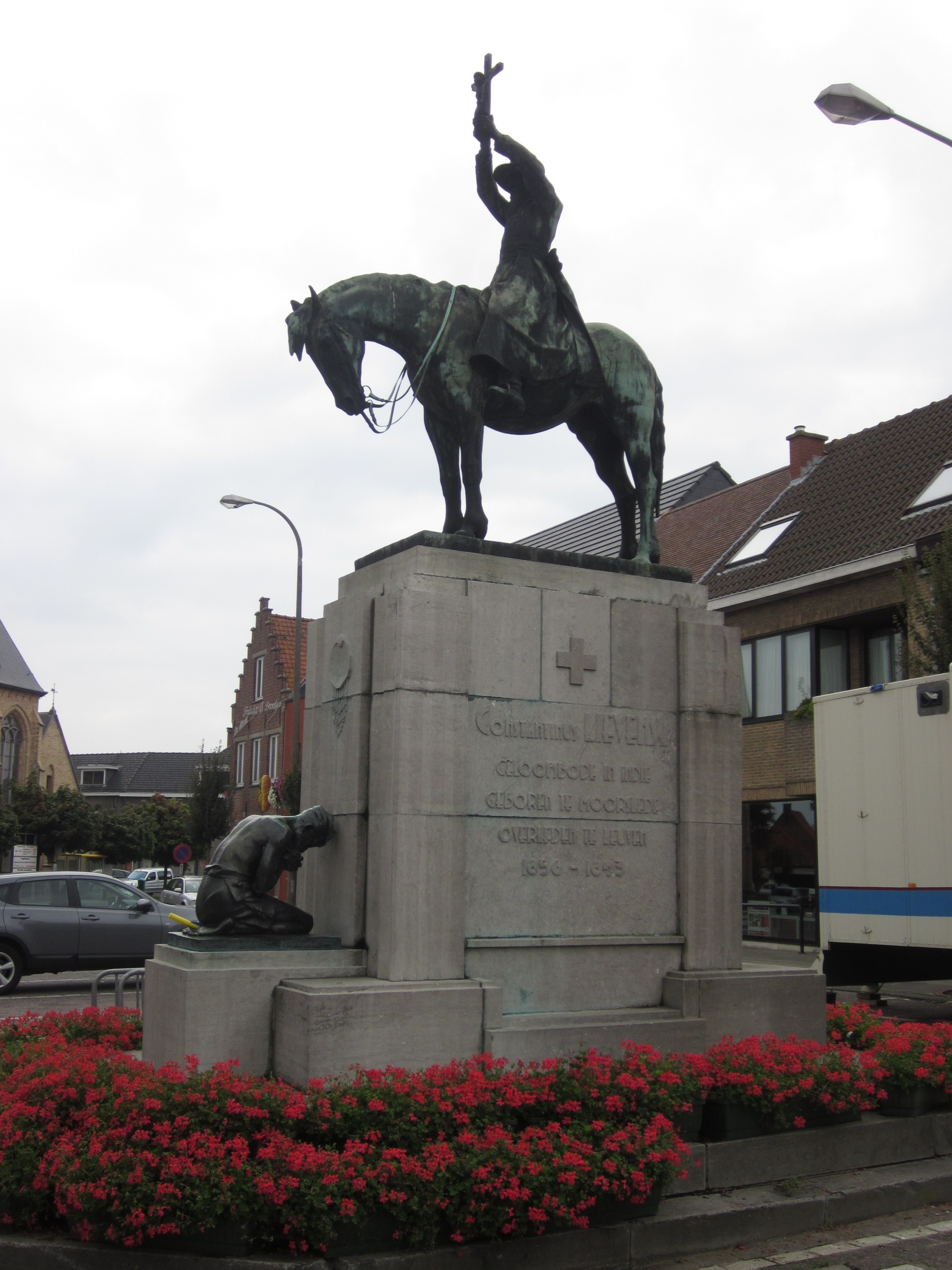
Standbeeld Constant Lievens in Moorslede (1929), een ontwerp van Josuë Dupon

Constant Lievens (Moorslede, 10 april 1856 – Heverlee, 7 november 1893) was een Vlaamse jezuïet en missionaris in India.

## Leven
Lievens volgde humaniora aan het Klein Seminarie Roeselare en studeerde af in 1876 samen met Albrecht Rodenbach. In 1877 ging hij aan het Grootseminarie van Brugge theologie studeren, maar een jaar later trad hij in bij de jezuïeten van de Abdij van Drongen. Hij legde zijn kloostergeloften af op 22 oktober 1880, de dag waarop hij vanuit Oostende op missie naar India vertrok. Hij voltooide zijn theologische studies in Calcutta en werd in 1883 door aartsbisschop Paul Goethals tot priester gewijd.
Lievens zette zich niet alleen in voor de kerstening van het hem toegewezen gebied, maar ook voor onderwijs, caritatieve werken en meer respect voor de menselijke waardigheid.
In 1891 werd bij Lievens tuberculose vastgesteld, nadat hij al een tijd verzwakt was. In 1892 keerde hij terug naar België voor behandeling, maar overleed er op 37-jarige leeftijd. 

## Nagedachtenis
Op de markt te Moorslede werd op 11 augustus 1929 een standbeeld van Constant Lievens te paard opgericht (hij was een voortreffelijk ruiter), een creatie van de beeldhouwer Josuë Dupon. 
In het Klein Seminarie Roeselare staat er sinds 5 april 1956 een gedenkteken. 
In 1993, honderd jaar na het overlijden van de missionaris, werden zijn stoffelijke resten overgebracht naar zijn Indische missiegebied. Hij rust nu in de kathedraal van Ranchi.
In 1995 werd een Lievensmuseum geopend in de Bunderhoeve in zijn geboortedorp Moorslede. Dit museum werd in 2017 verplaatst naar de Sint-Martinuskerk.
In 2001 werd een procedure tot zaligverklaring ingezet. Sinds de start van het proces tot zaligverklaring werd veel informatie over Constant Lievens verzameld. Het diocesane deel van de procedure werd afgerond in oktober 2015. Sindsdien is de zaak in behandeling bij de Heilige Stoel.

## Publicaties
- Lievens schreef verschillende boeken over geloofsleer in het Hindi.
- Hij publiceerde ook woordenboeken en grammaticawerken.

## Trivia
- Genetisch genealoog Maarten Larmuseau berekende dat hij als achterneef 3% genetische variatie gemeenschappelijk heeft met Constant Lievens, die de nonkel was van zijn overgrootmoeder. Hiermee trachtte hij aan te tonen hoe moeilijk verwantschap via overeenkomstig DNA reeds te traceren valt na enkele generaties, dit in tegenstelling tot het haploïde mitochondriaal DNA en Y-chromosoom.[4]
- Stripauteur Jef Nys tekende in 1960 het levensverhaal van Constant Lievens in het album De reus van Bengalen.[5]